# أسرة عبد الله بن عبد العزيز آل سعود

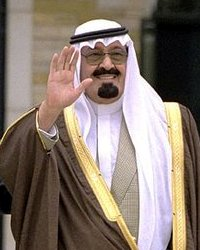

هذا المقال يعنى بعائلة الملك عبد الله بن عبد العزيز آل سعود سادس ملوك المملكة العربية السعودية والابن الثاني عشر من أبناء الملك عبد العزيز الذكور.

## زوجاته
| الزوجة | أبناؤه منها |
| --- | --- |
| الأميرة حصة بنت الشيخ مانع بن محمد بن جمعة العجمي | الأميرة فهدة بنت عبد الله بن عبد العزيز آل سعود (تزوجها الأمير بدر بن عبد المحسن وأنجبت منه نورة، ثم تزوجها الأمير نواف الشعلان وأنجبت منه فهد وفيصل وفواز وسلطان (متوفى) وعبد الله |
| الأميرة حصة بنت عبد الله بن عبد الرحمن آل سعود (مطلقة) | الأمير متعب الأول (توفي صغيرًا) مواليد (بين 1944-1950 ميلادية) |
| الأميرة منيرة بنت محمد بن عبد العزيز آل الشيخ (متوفاة) | الأمير خالد |
| الأميرة منيرة بنت محمد بن عبد الله بن تركي العطيشان الوهبي التميمي (مطلقة) (توفيت 8 نوفمبر 2022م/ 15 ربيع الآخر 1444هـ) والدها محمد العطيشان هو أول مدير لشرطة الرياض.                                        | الأمير متعب الثاني |
| الأميرة نورة بنت عجمي بن خميس المنيخر، ابنة شيخ شمل آل سفران من قبيلة العجمان (مطلقة) | الأمير سعود |
| الأميرة سلطانة بنت عبد العزيز الأحمد السديري (مطلقة) | |
| الأميرة عايدة فستق (فلسطينية من سكان لبنان) (مطلقة) | الأمير عبد العزيز (كان متزوجاً من الأميرة عبير بنت تركي بن ناصر بن عبد العزيز آل سعود)، الأميرة عادلة بنت عبد الله بن عبد العزيز آل سعود، والأميرة علياء مديرة برامج المسؤولية الاجتماعية بجمعية الأطفال المعاقين زوجة الأمير سعود بن سعد بن محمد آل سعود ابن عمتها |
| الأميرة حصة بنت طراد الشعلان (على ذمته حتى توفي) | الأمير فيصل، الأمير منصور، الأميرة هيفاء (زوجة عبد العزيز بن نواف بن عبد العزيز) الأميرة ريما، الأميرة صيتة مطلقه من فيصل بن ثامر بن عبد العزيز. الأميرة سارة(كانت متزوجة من تركي بن طلال والآن زوجة فهد بن بدر بن عبد العزيز)، والأميرة عبير زوجة الأمير فهد بن تركي بن عبد العزيز، والأميرة نايفة (اصغر بناتها) |
| الأميرة مشاعل بنت بندر بن فيصل الدويش المطيري (مطلقة) | الأميرة مضاوي |
| الأميرة تاضى بنت مشعان الفيصل الجربا الشمري | الأمير مشعل، الأمير تركي، الأمير محمد بن عبد الله بن عبد العزيز. ولد في لندن وخريج جامعة الملك سعود قسم إعلام. (متزوج من الأميرة نوف بنت نايف بن عبد العزيز آل سعود وله ثلاثة أبناء)، الأمير ماجد مواليد نوفمبر 1985م خريج جامعة الملك عبد العزيز، الأمير مشهور، الأميرة عريب (مطلقة من الأمير سعود بن مشعل بن عبد العزيز ولها منه نورة ومتزوجة الأمير سلمان بن عبد العزيز بن سلمان بن محمد آل سعود، ولها منه ابنه اسمها نوف) والأميرة الهنوف (زوجة الأمير نواف بن سلطان بن عبد العزيز) |
| الأميرة الدكتورة ملكة بنت سعود بن زيد الجربا الشمري | الأمير سعد، الأمير سلطان، والأميرة سحاب (طليقة الشيخ خالد بن حمد بن عيسى آل خليفة) |
| الأميرة طريفة الفيصل الحمود العبيد آل رشيد (مطلقة) أول زوج لها كان من الأمير فهد بن سعد آل سعود ثم الملك عبد الله بن عبد العزيز آل سعود ثم الأمير ناصر بن عبد العزيز آل سعود وأنجبت ولدين من ناصر ماتوا صغارًا | |
| الأميرة هيفاء بنت مهنا بن عبد الرحمن آل مهنا أبا الخيل | الأمير بدر، الأمير بندر (مواليد 1419هـ)، والأميرة بسمة (زوجة الأمير سعود بن محمد بن عبد الله الفيصل) ولها الأمير محمد بن سعود بن محمد |
| الأميرة العنود دحام البخيت الفايز من قبيلة بني صخر تزوجا في العام 1973م، كانت تبلغ من العمر 15 عامًا وكان عبد الله بن عبد العزيز يبلغ من العمر 48 عاما (مطلقة) (تطلقا في 2003م)                                | الأميرة مها، الأميرة جواهر، الأميرة هلا، والأميرة سحر |
| الأميرة بينة بنت محمد بن نايف الحثلين العجمي (مطلقة) | الأميرة نوف (متزوجة من الأمير تركي بن عبد الله بن محمد بن سعود الكبير) |
| الأميرة شيخة بنت بعيجان بن وادي آل علي الشمري (مطلقة) | |
| الأميرة نورة بنت لافي الشريم الشمري (مطلقة) | |
| الأميرة موضي بنت محمد بن فلاح آل مجفل السبيعي (مطلقة) | |
| الأميرة شيخة بنت فهد العبود (مطلقة) | |
| الأميرة حصة بنت بدر بن محمد (مطلقة) | |
| الأميرة عمشاء بنت خليل بن عمر ابن قرملة القحطاني (مطلقة) | |

## أبناؤه
- الأمير متعب (الأول) بن عبد الله بن عبد العزيز آل سعود (مواليد 1944م-1950م، توفي صغيرًا) وعليه يكنى والده (أبو متعب).
- الأمير خالد بن عبد الله بن عبد العزيز آل سعود (الرئيس الفخري لنادي الأهلي السعودي). متزوج من الأميرة نورة بنت عبد الله بن محمد بن سعود الكبير - ابنة عمته الأميرة صيتة بنت عبد العزيز - وله من الأبناء الأميرة دنا، الأمير فيصل، الأمير عبد العزيز، الأميرة لطيفة، والأميرة عبير.
- الأمير متعب (الثاني) بن عبد الله بن عبد العزيز آل سعود (وزير الحرس الوطني السعودي سابقًا). متزوج من الأميرة جواهر بنت عبد الله بن محمد آل سعود - ابنة عمته الأميرة نوف بنت عبد العزيز - وله من الأبناء الأميرة صبا، الأميرة نوف، الأمير عبد الله، الأميرة زينة، الأمير سعد، والأمير خالد.
- الأمير عبد العزيز بن عبد الله بن عبد العزيز آل سعود (نائب وزير الخارجية السعودي). كان متزوج من الأميرة عبير بنت تركي بن ناصر بن عبد العزيز آل سعود وله من الأبناء الأمير عبد الله، الأمير خالد، والأميرة سدين، ومتزوج من الأميرة ناتالي معماري وله من البنات الأميرة لانا، والأميرة نايا.
- الأمير فيصل بن عبد الله بن عبد العزيز آل سعود. كان متزوج من الأميرة نورة بنت أحمد بن عبد العزيز آل سعود وله من الأبناء الأمير عبد الله، الأميرة عبير، والأميرة ياسمين، ومتزوج من الأميرة فهدة بنت حسين العذل وله من الأبناء الأميرة علياء، الأميرة حصة، الأمير عبد العزيز، الأمير محمد، الأميرة هلا، والأميرة نوف.
- الأمير مشعل بن عبد الله بن عبد العزيز آل سعود (أمير منطقة مكة المكرمة سابقًا). كان متزوج من الأميرة لولوة بنت نواف بن محمد بن عبد الله آل سعود - حفيدة عمته الأميرة جواهر بنت عبد العزيز -، وكان متزوج من الأميرة نوف بنت بندر بن عبد الله بن محمد بن سعود الكبير - حفيدة عمته الأميرة صيتة بنت عبد العزيز - وله من البنات الأميرة صيتة، والأميرة مشاعل.
- الأمير تركي بن عبد الله بن عبد العزيز آل سعود (أمير منطقة الرياض سابقًا). كان متزوج من الأميرة هالة بنت خالد بن سلطان بن عبد العزيز آل سعود.
- الأمير سعود بن عبد الله بن عبد العزيز؛ رئيس مجلس إدارة شركة رأس السلام القابضة، ونائب رئيس مجلس إدارة مؤسسة الملك عبد الله الإنسانية.[10] وله من الأبناء الأمير خالد، الأمير عبد الله، والأمير عبد العزيز، ومتزوج من الأميرة نورة أبا الخيل وله منها الأبناء الأمير فيصل، الأميرة فهدة، والأميرة مضاوي والأميرة الجوهرة والأميرة لولوة .
- الأمير منصور بن عبد الله بن عبد العزيز آل سعود. متزوج من الأميرة نجلاء بنت عبد العزيز الفرحان آل سعود وله من الأبناء الأميرة نورة، الأمير عبد الله، الأمير عبد العزيز، الأمير فيصل، والأميرة نوف، ومتزوج من الأميرة سارة البكر وله من الأبناء الأمير خالد.
- الأمير محمد بن عبد الله بن عبد العزيز آل سعود، عضو شرف نادي النصر السعودي[11] (ولد في لندن وتخرج من جامعة الملك سعود قسم إعلام - علاقات عامة، وهو أحد أعضاء شرف نادي النصر السعودي). متزوج من الأميرة نوف بنت نايف بن عبد العزيز آل سعود[12] وله من الأبناء الأميرة ياسمين، الأميرة ريم، والأمير عبد العزيز.
- الأمير ماجد بن عبد الله بن عبد العزيز آل سعود (مواليد نوفمبر 1985 م، خريج جامعة الملك عبد العزيز).
- الأمير سعد بن عبد الله بن عبد العزيز آل سعود.
- الأمير مشهور بن عبد الله بن عبد العزيز آل سعود. متزوج من كريمة الأمير تركي بن عبد الرحمن بن عبد الله بن عبد الرحمن آل سعود.
- الأمير بدر بن عبد الله بن عبد العزيز آل سعود (أحد أعضاء شرف نادي الأهلي السعودي). كان متزوج من الأميرة لمى بنت أحمد بن عبد الله بن عبد الرحمن آل سعود - حفيدة عمه الأمير عبد الإله بن عبد العزيز -.[13]
- الأمير سلطان بن عبد الله بن عبد العزيز آل سعود. متزوج من الأميرة لمى بنت منصور بن مشعل بن عبد العزيز آل سعود.
- الأمير بندر بن عبد الله بن عبد العزيز آل سعود[14] (مواليد 1419 هـ - 1999 م وهو أصغر أبناءه وكان عمر الملك حوالي 74 عامًا).

## بناته
- الأميرة فهدة بنت عبد الله بن عبد العزيز آل سعود. توفيت يوم 16 مارس 2024م،[15] كانت متزوجة من الأمير بدر بن عبد المحسن بن عبد العزيز آل سعود ولها من البنات الأميرة نورة (متزوجة من الأمير سعود بن محمد بن سعود الكبير)، ومتزوجة من الأمير نواف بن فواز الشعلان ولها من الأبناء فهد، فيصل (متزوج من كريمة الأمير عبد العزيز بن ناصر بن عبد العزيز آل سعود)، فواز (متزوج من كريمة الأمير نايف بن عبد الله بن سعود بن عبد العزيز آل سعود)، سعود (متوفى)، وعبد الله.
- الأميرة علياء بنت عبد الله بن عبد العزيز آل سعود (مديرة برامج المسؤولية الاجتماعية بجمعية الأطفال المعاقين). متزوجة من الأمير سعود بن سعد بن محمد آل سعود - ابن عمتها الأميرة مضاوي بنت عبد العزيز - ولها من الأبناء الأميرة سرى (متزوجة من الأمير عبد العزيز بن طلال بن عبد العزيز آل سعود)، والأمير بدر.
- الأميرة عادلة بنت عبد الله بن عبد العزيز آل سعود. متزوجة من الأمير فيصل بن عبد الله بن محمد آل سعود - ابن عمتها الأميرة نوف بنت عبد العزيز - ولها من الأبناء الأمير محمد، الأمير سلمان، الأميرة دنا، الأميرة آية، الأميرة سما، والأميرة ليان.
- الأميرة صيتة بنت عبد الله بن عبد العزيز آل سعود. كانت متزوجة من الأمير فيصل بن ثامر بن عبد العزيز آل سعود ولها من الأبناء الأميرة جواهر (متزوجة من الأمير خالد بن فيصل بن بندر بن خالد بن عبد العزيز آل سعود)، والأمير ثامر.
- الأميرة نوف بنت عبد الله بن عبد العزيز آل سعود. متزوجة من الأمير تركي بن عبد الله بن محمد بن سعود الكبير - ابن عمتها الأميرة صيتة بنت عبد العزيز - ولها من الأبناء الأميرة جواهر (متزوجة من الأمير تركي بن محمد بن فهد بن عبد العزيز آل سعود)، الأمير فيصل، الأمير فهد، والأميرة صيتة.
- الأميرة نورة بنت عبد الله بن عبد العزيز آل سعود (متوفاة). كانت متزوجة من الأمير سلطان بن تركي (الثاني) بن عبد العزيز آل سعود ولم تنجب أبناء، توفيت في ديسمبر 1990.
- الأميرة عبير بنت عبد الله بن عبد العزيز آل سعود. متزوجة من الأمير فهد بن تركي (الثاني) بن عبد العزيز آل سعود ولها من الأبناء الأمير عبد العزيز، الأميرة نورة (متزوجة من الأمير مشعل بن سلطان بن عبد العزيز آل سعود)، الأميرة الجوهرة، والأميرة سارة.
- الأميرة سارة بنت عبد الله بن عبد العزيز آل سعود. كانت متزوجة من الأمير تركي بن طلال بن عبد العزيز آل سعود ولها من الأبناء الأمير عبد العزيز (متزوج من الأميرة وضحى بنت بدر بن عبد المحسن بن عبد العزيز آل سعود)، ومتزوجة من الأمير فهد بن بدر بن عبد العزيز آل سعود ولها من الأبناء الأمير محمد، الأميرة نورة (متزوجة من الأمير عبد الإله بن سلطان بن عبد العزيز آل سعود)، الأمير طلال، الأميرة هيا، والأميرة نوف.
- الأميرة سحر بنت عبد الله بن عبد العزيز آل سعود.
- الأميرة مها بنت عبد الله بن عبد العزيز آل سعود.
- الأميرة هلا بنت عبد الله بن عبد العزيز آل سعود. (توفيت يوم 30 سبتمبر 2021)[16]، عن عمر يناهز 46 عاما،[7] وصلي عليها في يوم الخميس الموافق 23 / 2 / 1443هـ، بعد صلاة العشاء في المسجد الحرام بمكة المكرمة.[17] واستقبل العزاء في مزرعة الملك عبد الله بن عبد العزيز يوم الجمعة من بعد صلاة المغرب وحتى الساعة التاسعة مساءً. واستقبل عزاء السيدات في قصر الأميرة فهدة بنت عبد الله بن عبد العزيز بالرياض.

- الأميرة ريما بنت عبد الله بن عبد العزيز آل سعود.
- الأميرة جواهر بنت عبد الله بن عبد العزيز آل سعود.
- الأميرة هيفاء بنت عبد الله بن عبد العزيز آل سعود (ظهرت لأول مرة على غلاف مجلة فوغ العربية في عدد شهر يونيو 2018 المخصص بالكامل عن الموضة في السعودية [18]). متزوجة من الأمير عبد العزيز بن نواف بن عبد العزيز آل سعود ولها من الأبناء الأمير نواف، الأمير عبد الله، والأميرة نورة.
- الأميرة نايفة بنت عبد الله بن عبد العزيز ال سعود.
- الأميرة عريب بنت عبد الله بن عبد العزيز آل سعود. كانت متزوجة من الأمير سعود بن مشعل بن عبد العزيز آل سعود ولها من البنات الأميرة نورة، ومتزوجة من الأمير سلمان بن عبد العزيز بن سلمان بن محمد آل سعود ولها من البنات الأميرة نوف.
- الأميرة الهنوف بنت عبد الله بن عبد العزيز آل سعود. متزوجة من الأمير نواف بن سلطان بن عبد العزيز آل سعود ولها من الأبناء الأمير خالد، الأمير عبد الله، الأميرة العنود، والأميرة سارة.
- الأميرة مضاوي بنت عبد الله بن عبد العزيز آل سعود. متزوجة من الأمير خالد بن سلطان بن ناصر بن عبد العزيز آل سعود.
- الأميرة بسمة بنت عبد الله بن عبد العزيز آل سعود. متزوجة من الأمير سعود بن محمد بن عبد الله الفيصل بن عبد العزيز آل سعود - حفيد عمتها الأميرة البندري بنت عبد العزيز - ولها من الأبناء الأمير محمد، والأميرة لنا.
- الأميرة سحاب بنت عبد الله بن عبد العزيز آل سعود. كانت متزوجة من الشيخ خالد بن حمد بن عيسى آل خليفة - ابن ملك البحرين - ولها من الأبناء الشيخ فيصل، والشيخ عبد الله.

## إخوته الأشقاء
- الأميرة صيتة بنت عبد العزيز آل سعود. توفيت عن عمر يناهز (80) عامًا بتاريخ 9-5-1432 هـ إثر مرض عانت منه طويلًا. وصلي عليها في عصر يوم الخميس 10/5/1432 هـ في جامع الإمام تركي بن عبد الله بمدينة الرياض.[19]
- الأميرة نوف بنت عبد العزيز آل سعود. توفيت مساء يوم السبت الموافق 14-11-1436 هـ.

### إخوته غير الأشقاء
- للملك عبد الله بن عبد العزيز أخ من أمه اسمه (مشعل) ووالده هو (الأمير سعود العبد العزيز المتعب العبد الله العلي الرشيد الشمري (1898 - 1920) عاشر حكام إمارة آل رشيد في حائل خلال الفترة من (1908 - 1920) الملقب بأبو خشم)، وقد تزوجت الفهدة بنت عاصي بن شريم (من كبار عوائل شمر) من الملك عبد العزيز بعد وقت طويل من وفاة الأمير سعود وأنجبت منه كل من: الملك عبد الله بن عبد العزيز، والأميرتين صيتة، ونوف. وهكذا يعتبر مشعل سعود الرشيد أخًا غير شقيق للملك عبد الله بن عبد العزيز والأميرتين صيتة ونوف.

## متفرقات
- لدى الملك عبد الله العديد من الزوجات وواحدة من زوجاته السيدة عايدة فستق هي شقيقة زوجة رفعت الأسد عم رئيس سوريا الحالي بشار الأسد.[20]
- رزق الملك عبد الله بمولود وهو الأمير بندر في العام 1999 م[6] من الأميرة هيفاء آل مهنا وقد وصل عمره آنذاك 74 عامًا تقريبًا.[21]
- له ابنة هي الأميرة سحاب وهي أيضًا شاعرة، ولدت في 14-2-1993.[22] تزوجت الأميرة سحاب بنت عبد الله من الشيخ خالد بن حمد آل خليفة، نجل ملك البحرين حمد بن عيسى آل خليفة في 6-6-2011.[23] وانجبت له فيصل 12-12-2012، وعبد الله 6-2-2015.
- الأميرة نورة بنت عبد الله توفيت بحادث سيارة في فترة حرب الخليج قرب مطار الملك خالد الدولي في ديسمبر 1990.
- اثنتان من بناته خرجن في مقابلة مع قناة البي بي سي أو قناة أجنبية أخرى وجاء في المقابلة أنهن محبوسات من قبل والدهن والحكومة داخل قصر في جدة ويشكين من سوء أحوالهن. (يذكر أنهن بنات طليقته من الفايز).[24]